# Anticuerpo bloqueador
Un anticuerpo bloqueador es un anticuerpo que no reacciona cuando se combina con un antígeno, pero que impide que otros anticuerpos se combinen con ese antígeno. Esta función de los anticuerpos bloqueadores ha tenido diversos usos clínicos y experimentales.
El término también puede usarse para inhibir anticuerpos, fenómeno de prozona y reacción de aglutinación.
Los anticuerpos bloqueadores se han descrito como un mecanismo para que el HSV-1 evada el sistema inmunitario.

## Usos
Los anticuerpos bloqueadores pueden utilizarse de diversas maneras médicas y científicas, hasta ahora para tratar el cáncer, la enfermedad de Graves y evitar el crecimiento de la malaria en los mosquitos.

### Tratamiento para el cáncer
Los anticuerpos bloqueadores se han utilizado en ensayos clínicos de tratamientos contra el cáncer. El anticuerpo bloqueador ipilimumab se ha utilizado eficazmente en el tratamiento clínico del melanoma, el carcinoma renal y el carcinoma pulmonar no microcítico con cierto grado de éxito. Esto se consigue mediante el bloqueo de la molécula coinhibidora CTLA-4. El anticuerpo bloqueador no se dirige directamente a las células tumorales, sino que bloquea las funciones reguladoras de la CTLA-4, lo que da lugar a una mayor función de las células T.
Algunos tratamientos nuevos plantean la hipótesis del bloqueo de la PD-1, una proteína de muerte celular programada, lo que dará lugar a células T más longevas. Se ha demostrado que el anticuerpo bloqueador BMS-936559 se une a la PD-L1 e impide su unión a la PD-1.
Estos nuevos tratamientos no están exentos de efectos secundarios y se han observado acontecimientos adversos relacionados con el sistema inmunitario en diversos pacientes. La tolerancia que normalmente tienen las células inmunitarias a los tejidos del huésped puede perderse, lo que provoca un daño permanente en las células del huésped.

### La enfermedad de Graves
Los estudios han demostrado que los anticuerpos bloqueadores pueden unirse a la tirotropina e impedir su unión, lo que provoca una reducción de los niveles de AMPc en las células tiroideas humanas. Esta interacción se ha utilizado principalmente como método para indicar que las inmunoglobulinas de la enfermedad de Graves son pluritópicas, lo que significa que tienen múltiples efectos, en lugar de indicar un posible tratamiento para esta enfermedad.

### Malaria
Los anticuerpos bloqueadores tienen diversas funciones sobre la forma merozoítica del paludismo parasitario. En la forma merozoíta, los parásitos de la malaria invaden los eritrocitos y se reproducen en ellos. Algunos anticuerpos bloqueadores pueden inhibir la invasión de los eritrocitos, mientras que otros anticuerpos bloqueadores impiden la unión de los anticuerpos inhibidores, permitiendo la invasión del merozoito en los eritrocitos a pesar de la presencia de anticuerpos inhibidores. Los anticuerpos monoclonales que impiden la invasión de los merozoitos se unen al antígeno parasitario MSP-1 (proteína de superficie del merozoito 1). Se ha demostrado que la unión de los anticuerpos bloqueadores a la MSP-1 da lugar a la inhibición del procesamiento secundario, lo que hace que los merozoitos no puedan invadir los eritrocitos del huésped. El procesamiento secundario implica un único corte proteolítico en la superficie del merozoito del componente carboxi-terminal de MSP-1. El bloqueo del MSP-1 se ha propuesto como método para crear una vacuna contra la malaria al impedir su invasión y multiplicación.